# Tele Top (PTV Neptun)
Tele Top (oficjalna nazwa kanału to PTV Neptun) – prywatna telewizja nadająca na Pomorzu Gdańskim. Stacja rozpoczęła nadawanie 25 lutego 1993 roku. Od marca 1993 r. wraz z 11 innymi lokalnymi stacjami telewizyjnymi, rozpoczęła nadawanie kilkugodzinnego wspólnego bloku programowego pod nazwą Polonia 1. Siedziba mieściła się w Gdyni przy ul. Śląskiej 35/37.
Stacja nie posiadała koncesji na rozpowszechnianie programu, gdyż nie istniały wówczas przepisy regulujące ich przyznawanie. Polonia 1 przegrała pierwszy proces koncesyjny, PAR przystąpił do stopniowego zamykania należących do niej stacji.
Obecnie pod tą nazwą działa sieć lokalnych stacji telewizyjnych, nadających programy w sieciach telewizji kablowej Multimedia Polska.